# Elytrigia
Elytrigia là một chi thực vật có hoa trong họ Hòa thảo (Poaceae).

## Loài
Chi Elytrigia gồm các loài: